# Anne Vane
Pour les articles homonymes, voir Anne Vane (homonymie) et Vane (homonymie).
Anna Vane est la demoiselle d'honneur de Caroline d'Ansbach et la maîtresse de son fils Frédéric, prince de Galles.

## Biographie
Elle est la première fille de Gilbert Vane, 2e baron Barnard, et la sœur de l'homme politique Henry Vane. Sa mère Marie Randyll est décrite comme « scandaleuse » par son beau-père, Christopher Vane, et ce dernier pense que sa fille pourrait suivre l'exemple de sa mère. Elle devient la demoiselle d'honneur de la reine Caroline d'Ansbach et son fils Frédéric-Louis, prince de Galles la présente comme sa maîtresse à ses invités à Soho Square.
Sa mère, Marie, est décédée le 4 août 1728.
Elle a un fils nommé Cornwell Fitz-Frédéric Vane. « Fitz-Frédéric » signifie enfant de Frédéric mais Horace Walpole écrit que Lord Hervey et le Lord Harrington ont chacun dit à Robert Walpole que Cornwell est leur fils.
En 1732, elle est parodiée dans un certain nombre d'ouvrages dont un livre intitulé L'Histoire Secrète de la Belle Vanella. Le thème des poèmes porte sur ses nobles amants et l'ambiguïté de la paternité de ses enfants. En 1734, Frédéric et Anne ont une relation, mais en 1735, le prince de Galles est fiancé à Augusta de Saxe-Gotha-Altenbourg. Il est initialement proposé que Vane soit envoyée à l'étranger, mais elle réussit à résister et à conserver sa pension de 1600 £ par an.
En 1735, elle déménage à Bath. Son deuxième enfant est décédé l'année suivante, le 26 février 1736 à Londres, et elle est morte à Bath, quelques semaines plus tard, le 27 mars 1736.

## liens externes
- Ressources relatives aux beaux-arts :   - British Museum
  - National Portrait Gallery
- Notices dans des dictionnaires ou encyclopédies généralistes :   - Collective Biographies of Women
  - Oxford Dictionary of National Biography
- Notices d'autorité :   - VIAF
  - LCCN
  - WorldCat